# Olongapo
Thành phố Olongapo (tiếng Tagalog: Lungsod ng Olongapo; Sambal: Syodad nin Olongapo) là một thành phố đô thị hóa cao ở tỉnh Zambales, Philippines. Theo điều tra dân số năm 2007, thành phố có dân số 227.270 người trong 50.300 hộ. 
Không giống như phần còn lại của Philipin giành được độc lập từ Hoa Kỳ sau khi chiến tranh thế giới thứ II vào năm 1946, Olongapo vẫn thuộc một phần của Hải quân Hoa Kỳ.
Sau những nỗ lực của James Leonard T. Gordon, diện tích phần trả lại Chính phủ Philippine và chuyển đổi thành một khu tự quản vào ngày 07 tháng 12 năm 1959. Các thị trưởng đầu tiên được bổ nhiệm là lãnh đạo dân, Thị trưởng Ruben Geronimo và sau đó được kế nhiệm bởi nhà kinh doanh Ildefonso Arriola.
Sáu năm sau theo Thị trưởng James Leonard T. Gordon, Olongapo lại chuyển thành một thành phố điều lệ vào ngày 1 tháng 6 năm 1966. Olongapo thành phố quản lý tự chủ khỏi tỉnh Zambales. Tiếp giáp với thành phố là Khu cảng tự do vịnh Subic, cho đến năm 1992 là một căn cứ Hải quân Hoa Kỳ.